# Kłóbka (gromada)
Kłóbka – dawna gromada, czyli najmniejsza jednostka podziału terytorialnego Polskiej Rzeczypospolitej Ludowej w latach 1954–1972.
Gromady, z gromadzkimi radami narodowymi (GRN) jako organami władzy najniższego stopnia na wsi, funkcjonowały od reformy reorganizującej administrację wiejską przeprowadzonej jesienią 1954 do momentu ich zniesienia z dniem 1 stycznia 1973, tym samym wypierając organizację gminną w latach 1954–1972.
Gromadę Kłóbka z siedzibą GRN w Kłóbce utworzono – jako jedną z 8759 gromad na obszarze Polski – w powiecie włocławskim w woj. bydgoskim, na mocy uchwały nr 24/17 WRN w Bydgoszczy z dnia 5 października 1954. W skład jednostki weszły obszary dotychczasowych gromad Kłóbka, Chojny, Rzegocin, Chwalibogowo, Lutobórz, Rzeżewo Parcele i Błędowo, ponadto wieś Wiktorowo, folwark Wiktorowo i osada Ciecielewo z dotychczasowej gromady Wiktorowo oraz kolonie Orpiszewo, Krzewie i Necin z dotychczasowej gromady Necin, ze zniesionej gminy Kłóbka w tymże powiecie. Dla gromady ustalono 23 członków gromadzkiej rady narodowej.
31 grudnia 1959 do gromady Kłóbka włączono wsie Bilno, Modlibórz, Unisławice, Kaliska i Szatkowizna oraz miejscowości Bilno Młyn, Łukomszczyzna, Nagroda Bilno, Bilińskie Rumunki, Modlibórz Folwark, Modliborek Kolonia, Modlibórz Parcele i Unisławice Kolonia ze zniesionej gromady Bilno w tymże powiecie.
1 stycznia 1969 do gromady Kłóbka włączono sołectwo Szewo-Grabina ze zniesionej gromady Kanibród w tymże powiecie.
Gromadę zniesiono 1 stycznia 1972, a jej obszar włączono do gromad Choceń (sołectwo Lutobórz), Lubień Kujawski (sołectwa Chojny, Wiktorowo, Szewo-Grabina, Rzeżewo, Modlibórz, Kłóbka, Krzewie, Błędowo i Bilno) i Kowal (sołectwo Unisławice) w tymże powiecie.